# 自然辨证法 (杂志)
《自然辩证法》杂志于1973年5月创刊，后由王绍玺负责。从1973年6月到1976年10月，共出版十三期，每期约十五万字。发表了一系列批判大爆炸宇宙学（《“红移”现象说明了什么——再评“大爆炸宇宙学”》）、黑洞学说、爱因斯坦相对论（《相对论批判》）、数学领域唯心主义等的文章，以及人工智能（《关于“下棋机”》、《自动化的某些道德和技术的后果》、《驳〈自动化的某些道德和技术的后果〉》）等。
据王知常回忆，是爱好科普科幻读物的姚文元提出办的，他提出“不为天下先”、“离开政治远一些”。